# Der Roman des Freiherrn von Vieren
Der Roman des Freiherrn von Vieren ist ein Romanfragment der vier deutschen Romantiker E. T. A. Hoffmann, Adelbert von Chamisso, Friedrich de la Motte Fouqué und Karl Wilhelm Salice-Contessa. In ihrem gemeinsamen Projekt vereinbarten die vier, je einen weiteren Teil zu verfassen, bis der Roman fertig sei. Das Projekt wurde nie vollendet; es blieb bei einem fragmentarischen Manuskript. Ein Manuskript befindet sich in der Staatsbibliothek zu Berlin; es trägt keinen Titel. Der von Helmuth Rogge, dem ersten Herausgeber einer gedruckten Ausgabe, vergebene und seither gebräuchliche Titel stammt aus E. T. A. Hoffmanns Brief vom 14. Mai 1815.

## Zusammenfassung
In den ersten vier Kapiteln werden die Hauptpersonen eingeführt. Der Maler Georg Haberland sieht Natalie mit ihrem Onkel Italienisch sprechen. Sie kommt ihm bekannt vor, weiß aber nicht, woher er sie kennt. Später im Theater sehen sie sich wieder. Der Schauspieler auf der Bühne sieht Georg zum Verwechseln ähnlich. Im Stück werden drei Söhne erwähnt, von denen einer aus Liebe zur Stiefmutter den Vater tötet. Als im Stück der Mord verübt wird, ängstigt sich Natalie so sehr, dass sie in Ohnmacht fällt und nach draußen gebracht werden muss. Am nächsten Tag reist die Schauspielertruppe ab, und auch der Schauspieler erkennt im Vorbeigehen in Georg sein Spiegelbild wieder.
Nach dieser Begegnung trifft Georg auf Amadeus Schwendy, der ihn prompt für Deodatus – seinen Ziehsohn – hält. Amadeus erzählt davon, wie er sein leibliches Kind und seine Frau verloren hat und ihm Deodatus als Findling zur Obsorge gegeben wurde. Als sich Amadeus zurückzieht, kommt Eduard, ein Freund der Schwendys, und auch er hält Georg für Deodatus. Dies geht so weit, dass schließlich Georg selbst bald nicht mehr weiß, „ob er der Maler George Haberland, der wahnsinnig gewordene verbrecherische Prinz aus dem Trauerspiel, von Furien verfolgt, oder Deodatus Schwendy sei“ (S. 29). In diesem Augenblick schreit ein Diener, dass Amadeus Schwendy erdolcht worden ist. Geld war nicht das Motiv für den Mord, denn alle Wertgegenstände sind noch bei der Leiche. Georg wird ohnmächtig und beginnt zu träumen. Im Traum erkennt er, dass er Natalie seit ihren Kindertagen kannte. Er träumt, dass er sie malen soll und wie er zu Lorenz Haberland, den er bislang für seinen leiblichen Vater hielt, gebracht wurde. Der Mann, der im Wald seine feinen Kleider gegen Lumpen ausgetauscht und ihn zu Haberland gebracht hat, ist derselbe Mann, den Natalie in seinem Traum heiratet und der Amadeus Schwendy getötet hat.
Das fünfte Kapitel fehlt.
Als Nächstes wird erzählt, dass Georg, der für Deodatus gehalten wird, verhaftet ist, aber den Schauspieler beschuldigt, Amadeus getötet zu haben, während der angeschossene Deodatus für Georg gehalten wird. Bevor auch das sechste Kapitel unvollendet abbricht, wird Georg mit Prinz angeredet und von zwei Männern zum Fürsten gebracht, der ihn für seinen Sohn hält. Auch der Hund im Schloss scheint Georg wiederzuerkennen. Nachdem sich der Fürst zurückgezogen hat, kommt Natalies Onkel und berichtet von ihrer Entführung. Georg klärt schnell das Missverständnis mit dem Fürsten auf und zieht zu Nataliens Rettung los.
Das Fragment endet mit einer Szene bei Natalies Eltern. Georg lernt Natalies Mutter kennen und erkennt, dass sie auch seine Mutter ist. Die Mutter erkennt in Georg ihren Sohn und spricht von zwei weiteren Söhnen. Damit bricht das Manuskript ab.

## Ausgaben
- Der Doppelroman der Berliner Romantik … Die Versuche und Hindernisse Karls. Von C. A. Varnhagen von Ense, W. Neumann, A. F. Bernhardi und De la Motte Fouqué, und Der Roman des Freiherrn von Vieren von C. W. S. Contessa, A. von Chamisso, E. T. A. Hoffmann u. De la Motte Fouqué. Hrsg. und mit  Erläuterungen dargestellt von Helmuth Rogge. Berlin: Klinkhardt & Biermann, 1926. [Erstausgabe]
- Adelbert von Chamisso, Friedrich de la Motte Fouqué, E. T. A. Hoffmann, Karl Wilhelm Salice-Contessa: Der Roman des Freiherrn von Vieren. München: dtv 2018, ISBN 978-3-423-28157-7